# پس‌پرک‌داران
پَس‌پَرَک‌داران (نام علمی: Retroplumidae) نام یک خانواده از خرچنگ‌ها از راسته ده‌پایان است.
خانواده پس‌پرک‌داران زیرمجموعه بالاخانواده پس‌پرکی‌واران (Retroplumoidea) به‌شمار می‌آید.